# Diverse System
Diverse System（ディバース・システム）は、日本のインディーズレーベル・同人サークル。

## 概要
Diverse System代表のYsK439（よさく）が2000年に設立した。YsK439は「自分自身が良い物を見たい、聞きたい」から活動を行っており、YsK439自身はサウンドクリエイターではなく、YsK439個人がファンであるクリエイター達に楽曲やデザインの製作依頼を行いマネジメントをすることでCDの製作が成り立っている。そのため、音楽レーベルでありながら所属メンバーが主宰のYsK439一人である期間が長かった。YsK439の交友関係により、kors kをはじめとする音楽ゲームへの楽曲提供で知られる著名なアーティストや、BMSの製作で知られるアーティストより楽曲の提供を受けている。かつては音楽ゲームの非公式アレンジアルバムで名を馳せていたが、2010年の『D16』『Dear,mr.wac』の頒布自粛をきっかけにオリジナル楽曲アルバム中心の活動に移行する。活動中期以降はCDに収録する楽曲の公募を積極的に行っており、同人音楽シーンの登竜門的存在にもなっている。
また、通信販売専門の同人CDショップ『Diverse Direct』を運営しており、多数の同人サークルのCDを委託販売している。

## 来歴
2000年に『D1-2』のリリースをきっかけに発足する。その後も「Dシリーズ」としてBEMANIシリーズ楽曲のアレンジアルバムを多数発表。それに加えBEMANIシリーズに収録されている特定のアーティスト一人の楽曲のアレンジを集めたアルバムである「Dear」シリーズなども発表していた。しかし2010年に版権元であるコナミデジタルエンタテインメントから『D16』『Dear,mr.wac』の頒布の中止をするように警告を受け、Diverse Systemは『D16』『Dear,mr.wac』の頒布を中止した。それ以降はオリジナル楽曲アルバム中心の活動に移行し、特定のBPM帯や音楽ジャンルをテーマとした「AD」シリーズや、「作業用BGM」をテーマとした『works.』、収録曲の全てを公募することをテーマとした「CHALLENGE」シリーズなどを発表している。また2012年以降、削除やMaozonなどのアーティストがDiverse Systemからソロアルバムをリリースしている。2015年5月20日にはアーティストとして削除とFeryquitousが加入し、Diverse System初のYsK439以外のメンバーとなった。同年8月17日には15周年を記念し、1年間かけて1週間に1曲ずつ楽曲を公開し全53曲のアルバムとする大規模な企画『RADIAL』を発表した。